# Liste der Ramsar-Gebiete in Bhutan
Ramsar-Gebiete in Bhutan sind nach der 1971 geschlossenen Ramsar-Konvention geschützte Feuchtgebiete in Bhutan. Diese sind von internationaler Bedeutung, nach der Absicht des internationalen völkerrechtlichen Vertrags insbesondere als Lebensraum für Wasser- und Watvögel.
Bhutan weist drei Ramsar-Gebiete mit einer Fläche von 12,26 Quadratkilometer aus (Stand Januar 2024).

## Liste der Ramsar-Gebiete
| Name des Gebiets | Bild         | Lage             | Ramsar-Gebietsnummer | Größe in km² | Ausweisungs- Datum | Lage |
| ---------------- | ------------ | ---------------- | -------------------- | ------------ | ------------------ | ---- |
| Gangtey-Phobji   | Phobji-Tal   | Wangdue Phodrang | 2264                 | 9,7          | 2014               | Lage |
| Bumdeling        | Bild gesucht | Distrikt Lhuntse | 2032                 | 1,42         | 2012               | Lage |
| Khotokha         | Bild gesucht | Wangdue Phodrang | 2033                 | 1,14         | 2012               | Lage |